# Toyota Princess Cup
Il Toyota Princess Cup è stato un torneo femminile di tennis che si è disputato a Tokyo in Giappone dal 1997 al 2002. Faceva parte della categoria Tier II nell'ambito del WTA Tour e si giocava sul cemento indoor.

## Montepremi
| Anno    | Montepremi |
| ------- | ---------- |
| 1997-98 | $450,000   |
| 1999    | $520,000   |
| 2000    | $535,000   |
| 2001    | $565,000   |
| 2002    | $585,000   |

## Albo d'oro

### Singolare
| Anno | Campionessa         | Finalista               | Punteggio        |
| ---- | ------------------- | ----------------------- | ---------------- |
| 1997 | Monica Seles (1)    | Arantxa Sánchez Vicario | 6–1, 3–6, 7–6(5) |
| 1998 | Monica Seles (2)    | Arantxa Sánchez Vicario | 4–6, 6–3, 6–4    |
| 1999 | Lindsay Davenport   | Monica Seles            | 7–5, 7–6(1)      |
| 2000 | Serena Williams (1) | Julie Halard-Decugis    | 7–5, 6–1         |
| 2001 | Jelena Dokić        | Arantxa Sánchez Vicario | 6–4, 6–2         |
| 2002 | Serena Williams (2) | Kim Clijsters           | 2–6, 6–3, 6–3    |

### Doppio
| Anno | Campionesse                                | Finaliste                                  | Punteggio        |
| ---- | ------------------------------------------ | ------------------------------------------ | ---------------- |
| 1997 | Monica Seles (1) Ai Sugiyama (1)           | Julie Halard-Decugis Chanda Rubin          | 6–1, 6–0         |
| 1998 | Anna Kurnikova Monica Seles (2)            | Mary Joe Fernández Arantxa Sánchez Vicario | 6–4, 6–4         |
| 1999 | Conchita Martínez Patricia Tarabini        | Amanda Coetzer Jelena Dokić                | 6(5)–7, 6–4, 6–2 |
| 2000 | Julie Halard-Decugis Ai Sugiyama (2)       | Nana Miyagi Paola Suárez                   | 6–0, 6–2         |
| 2001 | Cara Black Liezel Huber                    | Kim Clijsters Ai Sugiyama                  | 6–1, 6–3         |
| 2002 | Arantxa Sánchez Vicario Svetlana Kuznecova | Petra Mandula Patricia Wartusch            | 6–2, 6–4         |